# Peridroma intecta
Peridroma intecta là một loài bướm đêm trong họ Noctuidae.